# Telquel
Ne pas confondre avec la revue littéraire française Tel Quel.
Pour les articles homonymes, voir Tel-quel.
TelQuel est un magazine hebdomadaire marocain d'information générale, publié en français. Lancé en 2001, il est reconnu pour sa couverture de l’actualité politique, économique, sociale et culturelle du Maroc, ainsi que pour ses enquêtes et analyses approfondies.
Le magazine adopte une ligne éditoriale généralement décrite comme progressiste et libérale, et se distingue par un ton critique à l’égard des courants islamistes. Il défend les libertés individuelles, le pluralisme et la laïcité dans l’espace public.
TelQuel est édité par le groupe TelQuel Média, qui publie également une version arabophone, TelQuel Arabi. Le groupe appartient à l’homme d’affaires marocain Khalid El Hariry. Son siège est situé à Casablanca.

## Histoire
TelQuel est fondé en 2001 par le journaliste Ahmed Réda Benchemsi, avec l’ambition d’incarner un journalisme libre, critique et progressiste. Dès sa création, l’hebdomadaire défend des valeurs telles qu’un Maroc pluraliste, démocratique, respectueux des minorités et garant des libertés individuelles.

Ancien logo.

La société éditrice du magazine, TelQuel Média, est une société anonyme au capital de 9 millions de dirhams, basée à Casablanca,.

### Stratégie arabophone
En 2006, le groupe lance un hebdomadaire en arabe dialectal, Nichane. Malgré un bon accueil éditorial, la publication subit un boycott publicitaire qui entraîne sa fermeture en 2010.
Le groupe renouvelle plus tard sa stratégie arabophone avec le lancement de la plateforme numérique TelQuel Arabi, destinée à un lectorat arabophone et axée sur des contenus d’actualité et d’analyse en langue arabe.

### Changement d’actionnariat
En décembre 2010, Ahmed Réda Benchemsi vend ses parts dans TelQuel Média et quitte le Maroc pour les États-Unis, où il rejoint l'Université Stanford.
Le 4 avril 2013, la totalité des parts de TelQuel est rachetée par l’homme d’affaires et ancien député Khalid El Hariry, ainsi que Karim Tazi. En décembre 2013, Karim Tazi cède ses parts à El Hariry, qui devient l’unique propriétaire.

## Ligne éditoriale
La ligne éditoriale de TelQuel se veut libre et critique, notamment envers les pouvoirs politique, économique et religieux. Cette posture lui vaut plusieurs poursuites judiciaires dès 2003.
En août 2009, la publication d’un sondage sur la popularité du roi Mohammed VI entraîne la saisie et la destruction du numéro concerné, malgré le fait que le sondage ait révélé un taux d'approbation supérieur à 90 %.
En 2011, à la suite de l’arrestation du journaliste Rachid Niny, directeur de Al Massae, TelQuel publie un éditorial exprimant sa solidarité, en dépit des divergences éditoriales et des critiques passées de Niny à son encontre.

## Diversification numérique
En mai 2018, TelQuel opère une refonte de sa stratégie éditoriale en ligne en adoptant un modèle économique de type freemium, combinant l’accès gratuit à certains contenus et une offre d’abonnement numérique payante.
À partir de septembre 2020, le groupe étend sa présence numérique avec le lancement d’un pôle dédié au podcast, suivi, en mai 2021, par la création d’un pôle audiovisuel. Parmi les formats produits figurent le podcast d’actualité Le Scan, le podcast littéraire Qitab, ainsi que la série vidéo Backstage, lancée en janvier 2022.